# Raibach (Groß-Umstadt)
Raibach ist ein Stadtteil von Groß-Umstadt im südhessischen Landkreis Darmstadt-Dieburg.

## Geographie
Der Stadtteil Raibach liegt ca. 8,5 km südöstlich von Dieburg und umfasst die Gemarkung Raibach. Sie wird im Norden und Osten vom Groß-Umstädter Stadtteil Klein-Umstadt, südlich und westlich von der Gemarkung der Kernstadt Groß-Umstadt begrenzt. Nicht weit östlich von Raibach liegt der nächste Umstädter Stadtteil Dorndiel. Der Ort liegt am Ende eines gleichnamigen Tales, das von einem Bach durchflossen wird. Das Dorf ist am Südhang erbaut und hat auch dort seine Erweiterung erfahren. Es wird im 17. Jahrhundert erstmals als Weinort erwähnt.
Unübersehbar im Zentrum ist die Dorfkirche mit einem aus einheimischen Sandsteinen erbauten Portikus.

## Geschichte

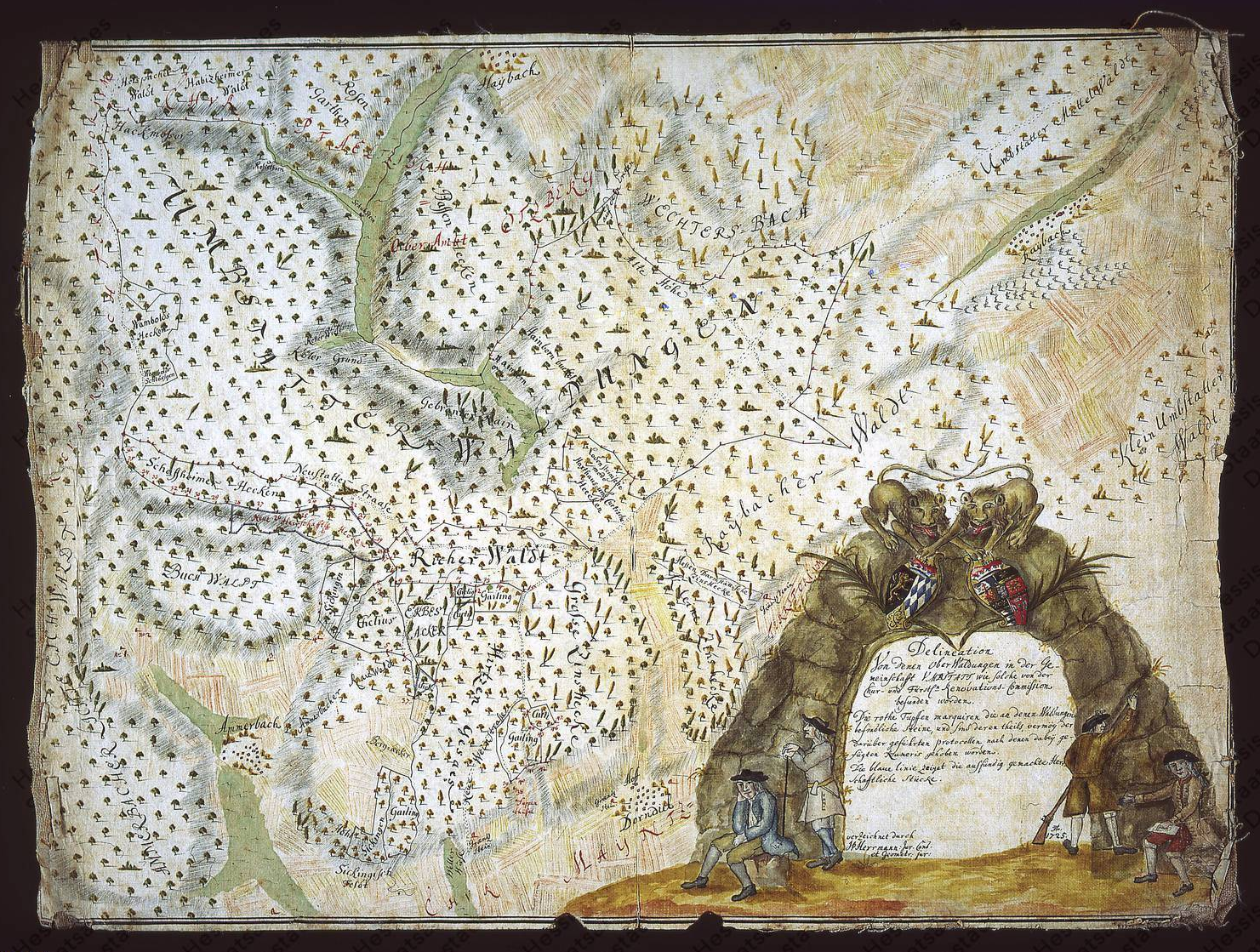
Der Ort auf einer Waldkarte von 1725 des Kondominats Umstadt, dessen Zentort es seit dem Mittelalter war.

### Ortsgeschichte
Alte Flur- und Gewässerbezeichnungen deuten darauf hin, dass dieses Tal im vorderen Odenwald schon zu altgermanischer Zeit besiedelt war. Raibach wurde erstmals vor 1392 in einer Güterempfangsliste urkundlich erwähnt. Im Mittelalter war der Ort in kurpfälzischem Besitz. Das Straßendorf Raibach war in historischen Dokumenten als Rippach (1392), Rayppach (1616) und Pfalzraibach (1892) erwähnt und gehörte seit 1802 zusammen mit dem Amt Umstadt zu Hessen.
Die Statistisch-topographisch-historische Beschreibung des Großherzogthums Hessen berichtet 1829 über Raibach:

„Raibach (L. Bez. Dieburg) luth. und reform. Filialdorf; auch Pfalzraibach; liegt 2 St. von Dieburg, 3⁄4 St. von Umstadt, hat 91 Häuser und 602 Einw., die bis auf 24 Kath., 31 Reform. und 53 Juden lutherisch sind. Unter diesen sind 27 Bauern, 36 Handwerker und 46 Taglöhner. Die Kirche ist gemeinschaftlich. Der Ort hat 1 Mahlmühle und Brüche von guten rothen Sandsteinen, die behauen werden. – Die Groschlage von Dieburg, die Wambolde von Umstadt, und die von Reibeld waren von Churpfalz, jede mit 1⁄3 dieses Dorfes belehnt. Auch stand ihnen das Vogteirecht zu. Der Ort war zwischen Hessen und Pfalz gemeinschaftlich, und 1802 kam das Ganze an Hessen.“

Hessische Gebietsreform (1970–1977)
Die bis dahin selbstständige Gemeinde Raibach wurde zum 1. April 1972 im Zuge der Gebietsreform in Hessen nach Groß-Umstadt eingegliedert.  Für die Kernstadt Umstadt und die Stadtteile Dorndiel, Heubach, Kleestadt, Klein-Umstadt, Raibach, Richen, Semd und Wiebelsbach wurden Ortsbezirke errichtet.

### Verwaltungsgeschichte im Überblick
Die folgende Liste zeigt die Staaten und Verwaltungseinheiten, denen Raibach angehört(e):
- vor 1323: Heiliges Römisches Reich, Zent Umstadt (Kondominat)
- ab 1390: Heiliges Römisches Reich, Kurpfalz (durch Kauf; bis 1427 an Herrschaft Hanau verpfändet), Zent Umstadt
- ab 1504: Heiliges Römisches Reich, Zent Umstadt (Kurpfalz und Landgrafschaft Hessen je zur Hälfte), Zent Umstadt
- 1567–1803: Hessischer Anteil zeitweise aufgeteilt zwischen Landgrafschaft Hessen-Kassel, Landgrafschaft Hessen-Darmstadt und Hessen-Rheinfels
- ab 1803: Heiliges Römisches Reich, Landgrafschaft Hessen-Darmstadt,[Anm. 2] Fürstentum Starkenburg, Amt Umstadt
- ab 1806: Großherzogtum Hessen,[Anm. 3] Fürstentum Starkenburg, Amt Umstadt[9]
- ab 1815: Großherzogtum Hessen[Anm. 4], Provinz Starkenburg, Amt Umstadt
- ab 1821: Großherzogtum Hessen, Provinz Starkenburg, Landratsbezirk Dieburg[Anm. 5]
- ab 1832: Großherzogtum Hessen, Provinz Starkenburg, Kreis Dieburg
- ab 1848: Großherzogtum Hessen, Regierungsbezirk Dieburg
- ab 1852: Großherzogtum Hessen, Provinz Starkenburg, Kreis Dieburg
- ab 1871: Deutsches Reich,[10] Großherzogtum Hessen, Provinz Starkenburg, Kreis Dieburg
- ab 1918: Deutsches Reich, Volksstaat Hessen,[Anm. 6] Provinz Starkenburg, Kreis Dieburg
- ab 1938: Deutsches Reich, Volksstaat Hessen, Landkreis Dieburg[11][Anm. 7]
- ab 1945: Deutsches Reich, Amerikanische Besatzungszone,[Anm. 8] Groß-Hessen, Regierungsbezirk Darmstadt, Landkreis Dieburg
- ab 1946: Deutsches Reich, Amerikanische Besatzungszone, Hessen, Regierungsbezirk Darmstadt, Landkreis Dieburg
- ab 1949: Bundesrepublik Deutschland, Hessen, Regierungsbezirk Darmstadt, Landkreis Dieburg
- ab 1977: Bundesrepublik Deutschland, Hessen, Regierungsbezirk Darmstadt, Landkreis Darmstadt-Dieburg, Stadt Groß-Umstadt[Anm. 9]

## Bevölkerung

### Einwohnerstruktur 2011
Nach den Erhebungen des Zensus 2011 lebten am Stichtag, dem 9. Mai 2011, in Raibach 810 Einwohner. Darunter waren 33 (4,1 %) Ausländer. Nach dem Lebensalter waren 138 Einwohner unter 18 Jahren, 318 waren zwischen 18 und 49, 201 zwischen 50 und 64 und 153 Einwohner waren älter. Die Einwohner lebten in 342 Haushalten. Davon waren 108 Singlehaushalte, 93 Paare ohne Kinder und 114 Paare mit Kindern, sowie 18 Alleinerziehende und 12 Wohngemeinschaften. In 78 Haushalten lebten ausschließlich Senioren und in 225 Haushaltungen lebten keine Senioren.

### Einwohnerentwicklung
| • 1806: | 449 Einwohner, 77 Häuser |
| • 1829: | 602 Einwohner, 91 Häuser |
| • 1867: | 524 Einwohner, 89 Häuser |

| Raibach: Einwohnerzahlen von 1829 bis 2019 | Raibach: Einwohnerzahlen von 1829 bis 2019 | Raibach: Einwohnerzahlen von 1829 bis 2019 | Raibach: Einwohnerzahlen von 1829 bis 2019 | Raibach: Einwohnerzahlen von 1829 bis 2019 |
| --- | ------------------------------------------ | ------------------------------------------ | ------------------------------------------ | ------------------------------------------ |
| Jahr |                                            |                                            |                                            | Einwohner                                  |
| 1829 | 1829                                       |                                            | 602                                        | 602                                        |
| 1834 | 1834                                       |                                            | 608                                        | 608                                        |
| 1840 | 1840                                       |                                            | 598                                        | 598                                        |
| 1846 | 1846                                       |                                            | 663                                        | 663                                        |
| 1852 | 1852                                       |                                            | 633                                        | 633                                        |
| 1858 | 1858                                       |                                            | 546                                        | 546                                        |
| 1864 | 1864                                       |                                            | 516                                        | 516                                        |
| 1871 | 1871                                       |                                            | 549                                        | 549                                        |
| 1875 | 1875                                       |                                            | 567                                        | 567                                        |
| 1885 | 1885                                       |                                            | 486                                        | 486                                        |
| 1895 | 1895                                       |                                            | 440                                        | 440                                        |
| 1905 | 1905                                       |                                            | 450                                        | 450                                        |
| 1910 | 1910                                       |                                            | 457                                        | 457                                        |
| 1925 | 1925                                       |                                            | 488                                        | 488                                        |
| 1939 | 1939                                       |                                            | 443                                        | 443                                        |
| 1946 | 1946                                       |                                            | 543                                        | 543                                        |
| 1950 | 1950                                       |                                            | 562                                        | 562                                        |
| 1956 | 1956                                       |                                            | 577                                        | 577                                        |
| 1961 | 1961                                       |                                            | 620                                        | 620                                        |
| 1967 | 1967                                       |                                            | 732                                        | 732                                        |
| 1970 | 1970                                       |                                            | 698                                        | 698                                        |
| 1980 | 1980                                       |                                            | ?                                          | ?                                          |
| 1990 | 1990                                       |                                            | ?                                          | ?                                          |
| 2000 | 2000                                       |                                            | ?                                          | ?                                          |
| 2006 | 2006                                       |                                            | 850                                        | 850                                        |
| 2011 | 2011                                       |                                            | 810                                        | 810                                        |
| 2016 | 2016                                       |                                            | 873                                        | 873                                        |
| 2019 | 2019                                       |                                            | 832                                        | 832                                        |
| Datenquelle: Historisches Gemeindeverzeichnis für Hessen: Die Bevölkerung der Gemeinden 1834 bis 1967. Wiesbaden: Hessisches Statistisches Landesamt, 1968. Weitere Quellen: LAGIS; Stadt Groß-Umstadt; Zensus 2011 |                                            |                                            |                                            |                                            |

### Historische Religionszugehörigkeit
| • 1829: | 494 lutherische (= 82,06 %), 31 reformierte (= 5,15 %), 53 jüdische (= 8,80 %) und 24 katholische (= 3,99 %) Einwohner |
| • 1961: | 495 evangelische (= 79,84 %), 119 katholische (= 19,19 %) Einwohner                                                    |

## Politik
Ortsbeirat
Für Raibach besteht ein Ortsbezirk (Gebiete der ehemaligen Gemeinde Raibach) mit Ortsbeirat und Ortsvorsteher nach der Hessischen Gemeindeordnung. Der Ortsbeirat besteht aus fünf Mitgliedern. Bei den Kommunalwahlen in Hessen 2021 betrug die Wahlbeteiligung zum Ortsbeirat 56,71 %. Dabei wurden gewählt: drei Mitglieder der SPD und je ein Mitglied des Bündnis 90/Die Grünen und der CDU. Der Ortsbeirat wählte Claudia Harms (SPD) zur Ortsvorsteherin.

## Regelmäßige Veranstaltungen
- Oktober: Raibacher Kelterfest[17]